# Berlin Alexanderplatz (serie de televisión)
Berlin Alexanderplatz, transmitida originalmente en 1980, es una serie que consta de 13 episodios y un epílogo. Se trata de la versión de la novela homónima de Alfred Döblin adaptada y dirigida por Rainer Werner Fassbinder. Fue protagonizada por Günter Lamprecht, Hanna Schygulla, Barbara Sukowa, Elisabeth Trissenaar y Gottfried John. La serie completa tiene una duración de 15 horas y media. 

## Reparto
- Günter Lamprecht como Franz Biberkopf.
- Barbara Sukowa como Emilie "Mietze" Karsunke.
- Gottfried John como Reinhold Hoffmann.
- Hanna Schygulla como Eva.
- Elisabeth Trissenaar como Lina.
- Karin Baal como Minna.
- Franz Buchrieser como Meck.
- Roger Fritz como Herbert.
- Brigitte Mira como Frau Bast.
- Barbara Valentin como Ida.
- Ivan Desny como Pums.
- Annemarie Düringer como Cilly.
- Volker Spengler como Bruno.
- Günther Kaufmann como Theo.
- Vitus Zeplichal como Rudi.
- Claus Holm como Wirt.
- Hans Michael Rehberg como Kommissar.
- Lilo Pempeit como Frau Pums.
- Elma Karlowa como Frau Greiner.

## Episodios
| 1  | Comienza el castigo                                               | 3.10.1980  | 82  |
| 2  | Cómo uno debe vivir, cuando uno no quiere morir                   | 12.10.1980 | 59  |
| 3  | Un golpe de martillo en la cabeza puede dañar el alma             | 20.10.1980 | 59  |
| 4  | Un puñado de personas en la profundidad del silencio              | 27.10.1980 | 59  |
| 5  | Un segador con poderes de Dios                                    | 3.11.1980  | 59  |
| 6  | Un amor sale muy caro                                             | 10.11.1980 | 58  |
| 7  | Recuerda: una promesa puede ser rota                              | 17.11.1980 | 58  |
| 8  | El sol que calienta la piel, también es el que quema              | 24.11.1980 | 58  |
| 9  | Sobre la eternidad entre el mucho y el poco                       | 1.12.1980  | 59  |
| 10 | Lágrimas de soledad de la locura de Eve                           | 8.12.1980  | 59  |
| 11 | Conocimiento es poder y a quién madruga dios le ayuda             | 15.12.1980 | 59  |
| 12 | La serpiente en el alma de la serpiente                           | 22.12.1980 | 59  |
| 13 | Lo de fuera y lo de dentro, el secreto del miedo del secreto      | 29.12.1980 | 58  |
| 14 | Mi sueño del sueño de Franz Biberkopf, por Alfred Döblin, Epílogo | 29.12.1980 | 112 |

## Desarrollo
Después de cuatro años en la cárcel por el homicidio de su anterior pareja, Franz Biberkopf es puesto en libertad. Su primer problema viene cuando intenta violar a la hermana de su expareja. Tras ello, promete vivir honestamente y comienza una nueva relación con la polaca Lina.
Franz se esfuerza por vivir en una vida honesta con diferentes ocupaciones. Finalmente el tío de Lina lo coloca como vendedor de cordones, sin embargo, le empezará a extorsionar al ex presidiario. Enfadado por la situación, se entrega de nuevo al consumo de alcohol.
En el bar al que es asiduo Franz, conoce a un tunante de poca monta, Reinhold. Este le convence a Biberkopf para que le arrebate a las jóvenes con las que sale, ya que Reinhold es incapaz de permanecer mucho tiempo con una mujer.  Al comienzo funciona, sin embargo, con la tercera mujer Biberkopf le dice que ya no desea seguir con ese juego.
Después de no encontrar trabajo, Reinhold convence a Franz para realizar uno. Biberkopf acepta y se mete involuntariamente en un robo y a continuación es traicionado por su amigo, que le tira del camión en marcha y por ello pierde su brazo derecho. Su antigua novia, Eva, le cuida hasta que sana.
Cuando vuelve a la ciudad, Franz conoce a algunos criminales. Por el trabajo con Reinhold. Por la pérdida del miembro, recibe una compensación. Una mujer llamada Emilie, a la que Franz nombra "Mieze", le cambia la vida a Biberkopf. Él se convierte en su chulo y su amante, ambos son felices. Sin embargo, Reinhold la asesina y Franz es internado en un psiquiátrico.

### Sinopsis de cada capítulo
1. Comienza el castigo.
Berlin, 1928; Franz Biberkopf recupera la libertad después de haber permanecido durante cuatro en la prisión de Tegel por el asesinato de su novia, Ida. Lo primero que hace Franz es visitar su antiguo apartamento y a Minna, la hermana de Ida. Ella sucumbe a la fuerza del ex-preso y es violada. Tras ello, Biberkopf huye y visita a su antiguo amigo Meck. Se acercan al bar de Max, donde conoce a Lina Przybilla, una joven polaca que comienza a juntarse con Franz. Este recibe una notificación de la policía berlinesa sobre la prohibición que tiene, por su condición de exconvicto, de vivir en ciertas zonas o volverá a prisión. Pero Franz se acerca a una organización caritativa llamada Ayuda al prisionero, a la cual se tiene que presentar una vez por mes con trabajo. Gracias a esto, puede permanecer en la capital alemana.

2. Cómo uno debe vivir, cuando uno no quiere morir.
Franz se autoemplea como voceador en la calle, pero tiene el problema de que hace poco dinero y no se puede considerar a sí mismo con un orador. Después intenta vender manuales de educación sexual, y más tarde vende periódicos de ideología Nazi: el Völkischer Beobachter (el observador del pueblo); teniendo que portar una esvástica. En el metro, Franz se enfrenta con un judío, antiguo conocido, que vende salchichas calientes y le recrimina pertenecer al nacionalsocialismo, a pesar de que Franz se afirma a sí mismo que no es antisemita, y también se lo dice a Dreske y otros dos hombres que le acompañan. Dreske admira a Lenin y a la Unión Soviética, pero Franz desprecia a la revolución y su República de Weimar. En el bar de Max, Dreske y sus amigos cantan "La Internacional" para provocar a Franz, que responde cantando la canción patriótica "El vigilante del Rhin". Después, a plena voz, Franz les acusa de estar gritando y de ser unos sinvergüenzas, antes de desplomarse. Los otros hombres vuelven a su mesa. Fuera, Franz conoce a Lina. Él le cuenta lo que acaba de suceder, los hombres que acaba de conocer no pueden comprender su vida, no conocen lo que es la vida en prisión.

3.Un golpe de martillo en la cabeza puede dañar el alma.
Lina está preocupada por la naturaleza turbia del trabajo de Franz. Ella le presenta al amigo de su familia, Otto Lüders, también exconvicto. Franz piensa que Otto es un buen hombre. Con él comienza a vender cordones para los zapatos, puerta por puerta. En el primer apartamento que le abre la puerta, Franz gasta su tiempo con una viuda, cuyo marido se parecía mucho a Franz. Después, le confiesa a Otto que ha mantenido una relación sexual con una viuda. Al día siguiente es Otto quien se acerca a la casa esperando tener el mismo trato que Franz, sin embargo ella siente amenazada y le rechaza. Otto le pide dinero y le roba. Cuando Franz vuelve a la casa de la viuda, con expectativas sexuales, ella le cierra la puerta en su cara. Franz desaparece. Lina le busca junto a Meck. A la mañana siguiente, despiertan temprano a Otto, cuyas explicaciones están llenas de mentiras, como así descubre Meck. Franz es buscado en un albergue para indigentes a Franz, quién inmediatamente le rechaza físicamente. Otto le ofrece parte del dinero que consiguió de la viuda. Él tira el dinero en la habitación y huye. Meck da con Franz, pero este ya se había ido poco después del incidente. Meck persuade a Lina de que Franz desea estar solo y le sugiere irse a vivir con él.

4. Un puñado de personas en la profundidad del silencio.
Franz se refugia en el alcohol como si fuera un fármaco. Baumann, su vecino de  enfrente pertenece a la asociación caritativa de prisioneros, de la cual depende su libertad en Berlín. Franz deambula por las calles en un estado de delirio; fuera en una iglesia, el toma carbón del repartidor del pastor. Cuando vuelve a casa después de la juerga, Baumann le dice que está mintiendo. Franz siente ahora tan cerca que tanto Dios, como el diablo o como los ángeles y otras personas pueden ayudarle. Después de que se conozcan varios robos en el edificio, Baumann le dice a France que el no debe estar mucho más tiempo allí ya que los vecinos piensan que será pronto arrestado. Franz tiene una conversación con un hombre que le ofrece trabajar como educador sexual, y entonces descubre a Meck que está vendiendo ropa, y parece que le va bien. Meck le admite que se fue a vivir con Lina después de que no encontraran a Franz, pero ella ya se marchó.

5. Un segador con poderes de Dios
Finalmente, Franz vuelve con una antigua novia, Eva. Biberkopf había sido el proxeneta de Eva, quién siente una profunda afección por él, y le paga la renta de su antigua habitación. En el bar Max, Meck le presenta a Pums, el jefe de una empresa ilegal. También conoce a Reinhold, uno de los hombres de Pum. Reinhold se cansa rápidamente de su mujer, Fränze, y quiere que Franz se la quite de sus manos.  Franz finalmente le ayuda y le hace el amor a Fränze, que cae en los manos del ex-preso porque Reinhold desaparece. Este método también lo usan con Cilly, después de provocar que rompiera su relación con Fränze. Reinhold quiere deshacerse de la nueva amante para poder estar con Trude. Cilly y Franz discuten, y ella le persuade para que le diga a Trude cuál es la naturaleza de Reinhold. Finalmente, Cilly y Franz se reconcilian.

6.Un amor sale muy caro
Franz explica a Reinhold que ama a Cilly. Franz entra dentro de la banda de Pums, tiene que reemplazar en el último minuto a Bruno, que ha tenido una pelea en la calle. Franz, Reinhold y Meck cometen un atraco, y en el camino de vuelta, Reinhold se vuelve desconfiado de Frank y lo tira con el camión en marcha.

7. Recuerda: una promesa puede ser rota
Franz ha sobrevivido al accidente de coche, pero su brazo derecho ha tenido que ser amputado. Él se recupera durante un tiempo con Eva y su amante, Herbert. Este se muestra en contra del sindicato de Pum, por lo que el jefe decide acarrear con los gastos médicos de Franz. Una noche, Franz va al barrio rojo y se encuentra a un chulo que le ofrece a una mujer a la que él llama la meretriz de Babilonia.

8: El sol que calienta la piel, también es el que quema.
Franz se ve envuelto en una empresa ilegal con Willy, a quien conoció en un cabaret. Eva y Herbert le ofrecen a una joven para que se convierta en su nuevo amor. Franz y Mieze, como la llama Franz, se enamoran. Sin embargo, el amor se rompe cuando Franz descubre una carta de amor de otro hombre.

9: Sobre la eternidad entre el mucho y el poco
Eva explica a Fran que Mieze solo quería trabajar para poder apoyar económicamente a Franz, que no tiene empleo por la pérdida del brazo. Fran le cuenta a Reinholds como el sobrevive siendo proxeneta. Reinhold está disgustado porque se ha reconciliado con Mieze. Reinhold a su vez está disgustado por el muñón del brazo de Franz. Este, a su vez, se inspira en un mitin comunista para dar una charla retórica a Eva y Herbet. El discurso disgusta a Eva.

10. Lágrimas de soledad de la locura de Eva.
Mieze descubre que no puede tener hijos, Eva le cuenta que tendrá uno con Franz para que Mieze pueda cuidarlo. La prostituta se muestra encantada. Eva también le dice a Mieze que ella es consciente de que Franz es asiduo a los mítines Comunistas junto a Willy. Mieze le dice que ellos se encuentran fuera de los círculos políticos. Después, le describe el acuerdo para tener un bebé a Franz. Este está horrorizado porque piensa que quiere deshacerse de él, pero Mieze le declara su amor. Ambos se emborrachan y son felices hasta que un cliente millonario de Mieze llega a casa. Franz se queda solo y ella se va con el hombre rico durante tres días.

11. Conocimiento es poder y a quién madruga dios le ayuda
Franz contacta con Reinhold y le cuenta que quiere volver a trabajar con Pum. Reinhold aún es desconfiado pero Franz le asiste en el robo. Mieze está decepcionada porque Franz está ganando dinero, ella piensa que Franz quiere ser independiente de ella, pero él se lo niega. Franz le habla a Reinhold acerca de la devoción que tiene la prostituta hacia él y decide enseñárselo. En el apartamento esconde a Reinhold debajo de la cama hasta que Mieze llega. Ella le revela que ama a otro hombre y Franz le golpea cruelmente, hasta que Reinhold la salva. Finalmente, Mieze perdona a Franz, ambos se reconciliand. Ambos deciden dar un pequeño viaje a las afueras de Berlín, donde él le explica que simplemente le quería enseñar como era una verdadera mujer a Reinhold.

12. La serpiente en el alma de la serpiente
Franz le presenta Mieze a Meck en el bar Max. Reinhold le pide a Meck que concierte una cita entre ambos, al negarse, le extorsiona y le obliga a hacerlo. Meck lleva en coche a Mieze a Freienwalde y se la entrega a Reinhold. Este le toma y la lleva por el bosque. Mieze quiere saber más acerca de Franz, y por ello Reinhold le revela la causa por la que perdió el brazo. Mieze, se horroriza por esta revelación. Reinhold la estrangula y asesina. A continuación se marcha dejándola entre los árboles.

13. Lo de fuera y lo de dentro, el secreto del miedo del secreto
Franz le anuncia a Eva que Mieze se ha marchado. Eva afirma que no le ha abandonado, ya que Mieze no es de ese tipo de mujeres. Mientras, un asalto de la banda de Pum provoca que Meck se queme la mano con un soplete. Franz acoge a Meck en su apartamento para vendarle. Allí, Meck le cuenta que Reinhold es una persona peligrosa, pero Franz le responde que Reinhold tiene buen corazón. Meck sabe que Reinhold asesinó a Mieze, por ello avisa a la policía y juntos descubren el cadáver de la joven prostituta. Eva le lleva un periódico a Franz donde relata que Mieze fue estrangulada. Franz pierde la cabeza y pide que Mize no se haya ido.

14. Mi sueño del sueño de Franz Biberkopf, por Alfred Döblin
El epílogo es una secuencia fantasiosa. Franz anda a lo largo de una calle llena de muertos y rodeado por dos ángeles. El encuentra a Mieze, pero ella desaparece en sus brazos. Reinhold está en una prisión por los crímenes cometidos. Muchos de los lugares por donde pasa Franz son imaginados, por ejemplo aparece como si estuviera en El jardín de las delicias de El Bosco. Franz va recuperando la cordura a medida que pasa por diferentes roles: tanto de víctima como de culpable. En una de las secuencias Franz y Mieze son perseguidos y cazados como si fueran animales. También se realiza una natividad donde Franz es crucificado mientras el resto de personajes lo miran. Una bomba atómica aparece en el fondo como paisaje y un ángel limpia la muerte. Las imágenes dejan de envolver de repente las escenas y aparece Franz testificando a favor de Reinhold en un juicio por el buen comportamiento de su amigo. Reinhold es condenado a diez años en prisión. Eva le cuenta a Franz que perdió el bebé. La serie concluye como Franz de guarda de seguridad en una fábrica. Él se mantiene en alerta en su trabajo pero no ve la  guerra que se acerca en el horizonte.

## Producción
Fue una coproducción entre Westdeutscher Rundfunk, Bavaria Film Gmbh y la RAI italiana. La serie fue rodada en la Bavaria Film Studios y duró aproximadamente un año. En 1983 se estrenó  en Estados Unidos, cada noche se exhibían en los teatros dos o tres capítulos. A partir de aquí se volvió una obra de culto. Posteriormente fue editado en VHS.
El director, Rainer Fassbinder, soñó con hacer una adaptación paralela específicamente para el teatro después de haber completado el rodaje de la serie. La lista de actores incluía en sus fantasías a Gérard Depardieu como Franz Biberkopf  y a Isabelle Adjani como Mieze.

## Música
La música de la película fue compuesta por Peer Raben. También hay algunas piezas de la década de 1920 que aparecen en la serie. Franz Biberkopf compra un gramófono que incluye la canción "Liebe Kleine Nachtigall" de Richard Tauber, que corre a lo largo de la serie con frecuencia en su apartamento. Otros títulos que se usan incluyen "Freunde, das Leben ist lebenswert" por Franz Lehár, "Always" de Irving Berlin, extractos de Der Rosenkavalier de Richard Strauss y el título por Walter Kollo y Will Meisel.
En el epílogo de Berlín, Alexanderplatz aparece, en contraste con los episodios restantes, también música más moderna como "Candy Says" por The Velvet Underground, "Me and Bobby McGee" por Janis Joplin, "Radioactivity" de Kraftwerk o "Chelsea Hotel Nr. 2" de Leonard Cohen. También se puede escuchar a Dean Martin interpretando "Noche de paz", o "Santa Lucia" en la versión de Elvis Presley, y operetas como El zarévich.

## Impacto
Berlin Alexanderplatz provocó un gran impacto sobre algunos críticos  artistas. Susan Sontag escribió una evaluación del estreno de la película para Vanity Fair. 
Laurie Anderson, también en la década de los 80, escribió una canción llamada "White Lily" ("Blanca Lily"); la canción dice: "What Fassbinder film is it? The one-armed man comes into the flower shop...", y pertenece a su álbum Home of the Brave. 
El director John Watres escribió a su compañero Russ Meyer, que la gran obra autobiográfica de Meyer se podría haber titulado Berlin Aelandertitz.
En los 90, el director de cine Todd Haynes se apropió de imágenes del epílogo fantasmagórico para una secuencia de su Velvet Goldmine.

## Restauración
En 2005, el Instituto Alemán de Cultura, habiendo finalizado la reconstrucción y restauración de El Acorazado Potemkin, de Sergéi Eisenstein, decidió restaurar Berlin Alexanderplatz, argumentando que el negativo original de la película se encontraba en "condiciones físicas catastróficas" y que por lo tanto "debía ser restaurado".
Comenzando en 2006, la serie fue restaurada y remasterizada. La restauración se concluyó a principios del 2007, exactamente 25 años después de la muerte de Fassbinder. Berlin Alexanderplatz: Remasterizada recibió su premier mundial el 9 de febrero de 2007 en el Festival Internacional de Cine de Berlín en donde los episodios 1 y 2 fueron exhibidos. La serie entera fue proyectada el 11 de febrero en 5 diferentes instalaciones.